# Aruth Wartan
Arutjun Wartanian (en arménien : Հարություն Վարդանյան), connu sous le nom de scène Aruth Wartan (né le 26 juin 1880 au Nakhitchevan, Empire russe, aujourd'hui en Azerbaïdjan et mort le 14 avril 1945 à Berlin) est un acteur arménien et un producteur de cinéma qui œuvra principalement dans le cinéma allemand.

## Biographie
Arutjun Wartanian fut marié à Lu Synd.

## Filmographie partielle

### Acteur
- 1919 : Margot de Plaisance
- 1926 : Die elf Schill'schen Offiziere
- 1928 : Luther – Ein Film der deutschen Reformation de Hans Kyser
- 1929 : Le Navire des hommes perdus
- 1932 : Die elf Schill'schen Offiziere (remake parlant du film de 1926)
- 1940 : Der Feuerteufel de Luis Trenker

### Producteur
- 1919 : Margot de Plaisance